# Ann Curtis
Ann Curtis (San Francisco; 6 de marzo de 1926-San Rafael; 26 de junio de 2012) fue una nadadora estadounidense especializada en pruebas de estilo libre media y corta distancia, donde consiguió ser campeona olímpica en 1948 en los 400 metros.

## Carrera deportiva
En los Juegos Olímpicos de Londres 1948 ganó la medalla de oro en los 400 metros estilo libre, con un tiempo de 5:17.8 segundos, que fue récord olímpico, la medalla de plata en los 100 metros libre con un tiempo de 1:06.5 segundos, tras la danesa Greta Andersen; en cuanto a las pruebas por equipo contribuyó a que las estadounidenses ganasen el oro en los relevos de 4x100 metros libre, por delante de Dinamarca y Países Bajos.